# Fiat Ducato
Il Fiat Ducato è un veicolo commerciale leggero prodotto dal 1981 dalla FIAT. Tale produzione è gestita da una società mista denominata Sevel (Società Europea Veicoli Leggeri), partecipata da Fiat e PSA, ciascuna con quote del 50% del capitale sociale. La presentazione e commercializzazione del Ducato avvenne nel 1981 in sostituzione del Fiat 242 e nel 2014 ne è stata presentata la quarta generazione. Le varie generazioni sono state prodotte anche con gli altri marchi del gruppo Fiat-Chrysler e PSA.

## Produzione
Commercializzato con vari marchi e declinato in diverse versioni, il Fiat Ducato viene prodotto in tutto il mondo: la produzione è suddivisa per macro-aree economiche, come consuetudine da parte di Fiat: La produzione per la macroarea EMEA (Europa - Africa e Medio Oriente) è in Italia nello stabilimento Sevel Sud in Val di Sangro. Per il mercato "LATAM" (America Latina) la produzione avviene in Brasile nello stabilimento Fiat di Sete Lagoas. Dal 2013 il Ducato viene venduto anche nel mercato NAFTA (Stati Uniti, Canada e Messico), per il quale la produzione avviene nello stabilimento Chrysler di Saltillo, in Messico.
Per il solo mercato russo, la produzione avviene nella fabbrica Sollers di Elabuga, mentre per il mercato turco la produzione avviene nello stabilimento Tofaş di Bursa. Indipendentemente da dove viene prodotto e dal marchio con il quale viene commercializzato, i componenti provengono tutti dallo stabilimento italiano di Val di Sangro. La produzione del Fiat Ducato, insieme all'indotto, rappresenta il 10% dell'intero prodotto interno lordo della regione Abruzzo. In 40 anni sono stati prodotti più di 7 milioni di Fiat Ducato ad Atessa (stabilimento Val di Sangro).

## Commercializzazione
Il Fiat Ducato viene commercializzato in tutto il mondo con vari marchi e con nomi diversi. Nel suo mercato storico, l'Europa, detiene da solo (con  marchio Fiat) una quota di mercato stabile del 35%. Circa due terzi dei camper si basano sul Fiat Ducato con motore Fiat A seconda del mercato di riferimento, il veicolo viene venduto con le denominazioni: Fiat Ducato, RAM ProMaster, Peugeot Boxer, Citroen Jumper, Opel Movano (Terza Serie). In passato è stato venduto anche con le seguenti denominazioni: Fiat Talento, Alfa Romeo AR6, Citroen C25, Peugeot J5, Talbot Express. Viene commercializzato in due diversi varianti di meccanica (Ducato e Ducato Maxi) e in quattro passi, cinque lunghezze, e tre altezze diverse. Inoltre, viene commercializzato per tre diverse destinazioni d'uso: trasporto merci (furgone o autocarro); trasporto persone (2-9 posti o 8-9 posti); trasformabile (cabinato con o senza pianale e scudato: solo telaio senza scocca, senza abitacolo, senza pianale).

## Prima serie (1981-1994)

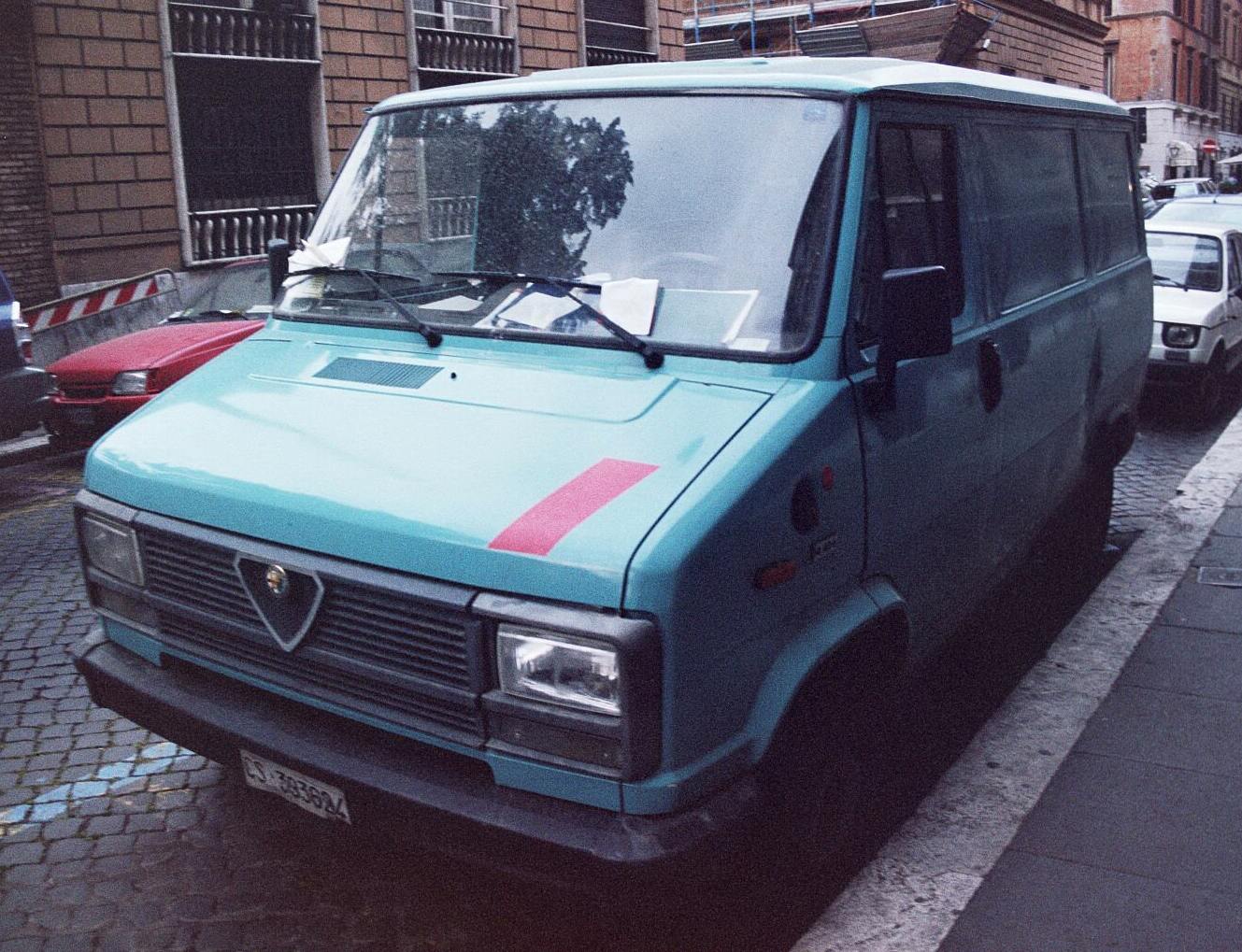
Un'Alfa Romeo AR6

Lanciato sul mercato nel 1981, il Ducato è stato subito disponibile sia nelle versioni furgone che camioncino stile pick-up con cassone posteriore. Il primo esemplare venne prodotto il 23 ottobre del 1981 dall'impianto Sevel Sud di Val di Sangro, situato nella zona industriale di Atessa (CH), dove era assemblato insieme alle versioni gemelle proposte con gli altri marchi quali l'Alfa Romeo AR6, il Citroën C25, il Peugeot J5 e il Talbot Express; un certo numero di esemplari uscirono anche dallo Stabilimento Alfa Romeo di Pomigliano d'Arco (NA), all'interno dell'area industriale ex Apomi (poi Arveco).
La prima serie ha subito diversi restyling e in occasione di uno di questi è stata anche presentata la versione a passo extracorto chiamata Fiat Talento. A seconda dei pesi e dei diversi restyling viene nominato: Ducato 10 (1 tonnellata), Ducato 13 (1,3 tonnellate), Ducato 14 (1,4 tonnellate) e Ducato Maxi 18 (1,8 tonnellate).

### Evoluzione
Il primo lieve restyling estetico avvenne nel 1983, con una nuova mascherina frontale dai bordi più pronunciati che incorniciavano i gruppi ottici e soprattutto con l'adozione del logo a cinque barre cromate, già introdotto nella gamma FIAT dalla Panda Super e dalla Ritmo seconda serie nell'autunno dell'anno prima. 
Nel 1991, in occasione di un secondo e più importante restyling, logo e mascherina vennero leggermente rimpiccioliti e assottigliati, in conformità col nuovo family feeling dell'epoca: gli indicatori di direzione (ora con trasparente bianco e lampadina arancio) presero posto ai lati dei proiettori; vennero anche introdotti i nuovi e più ampi specchi retrovisori con doppio supporto, mentre i finestrini laterali furono modificati con una linea inferiore inclinata che, seguendo e continuando quella del cofano, permetteva di vedere meglio negli specchi (il deflettore fu sostituito da un vetro triangolare fisso, più ampio). Gli interni furono leggermente rivisti, con strumentazione e comandi migliorati in estetica e funzionalità.

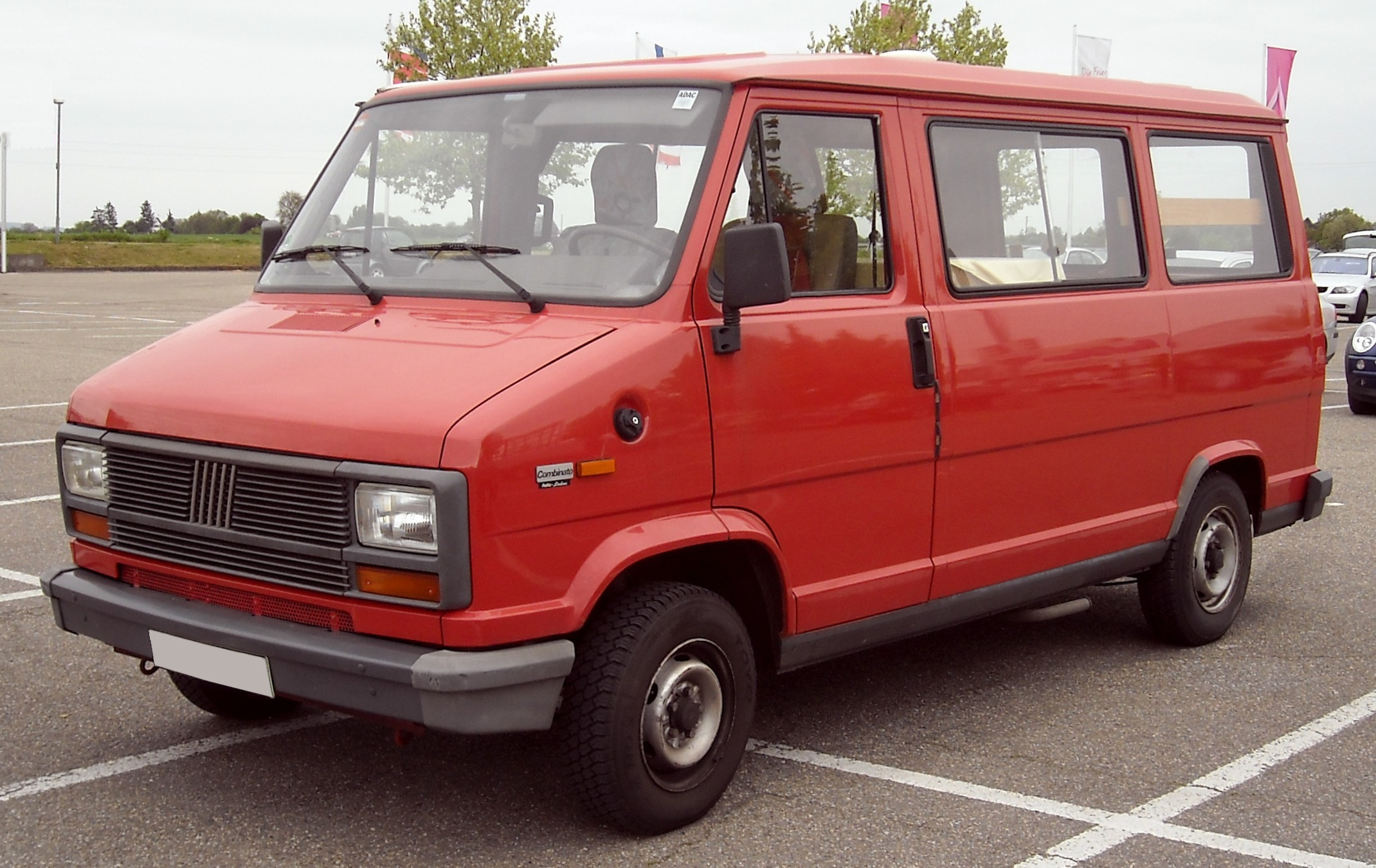
Restyling in versione trasporto persone

#### Motorizzazioni prima serie
| Modello      | Tipo    | Potenza |
| ------------ | ------- | ------- |
| 1.8          | benzina | 69 CV   |
| 2.0          | benzina | 75 CV   |
| 2.0          | benzina | 84 CV   |
| 1.9          | diesel  | 65 CV   |
| 2.5          | diesel  | 75 CV   |
| 1.9TD (1929) | diesel  | 80 CV   |
| 2.5TD        | diesel  | 95 CV   |

## Seconda serie (1994-2006)

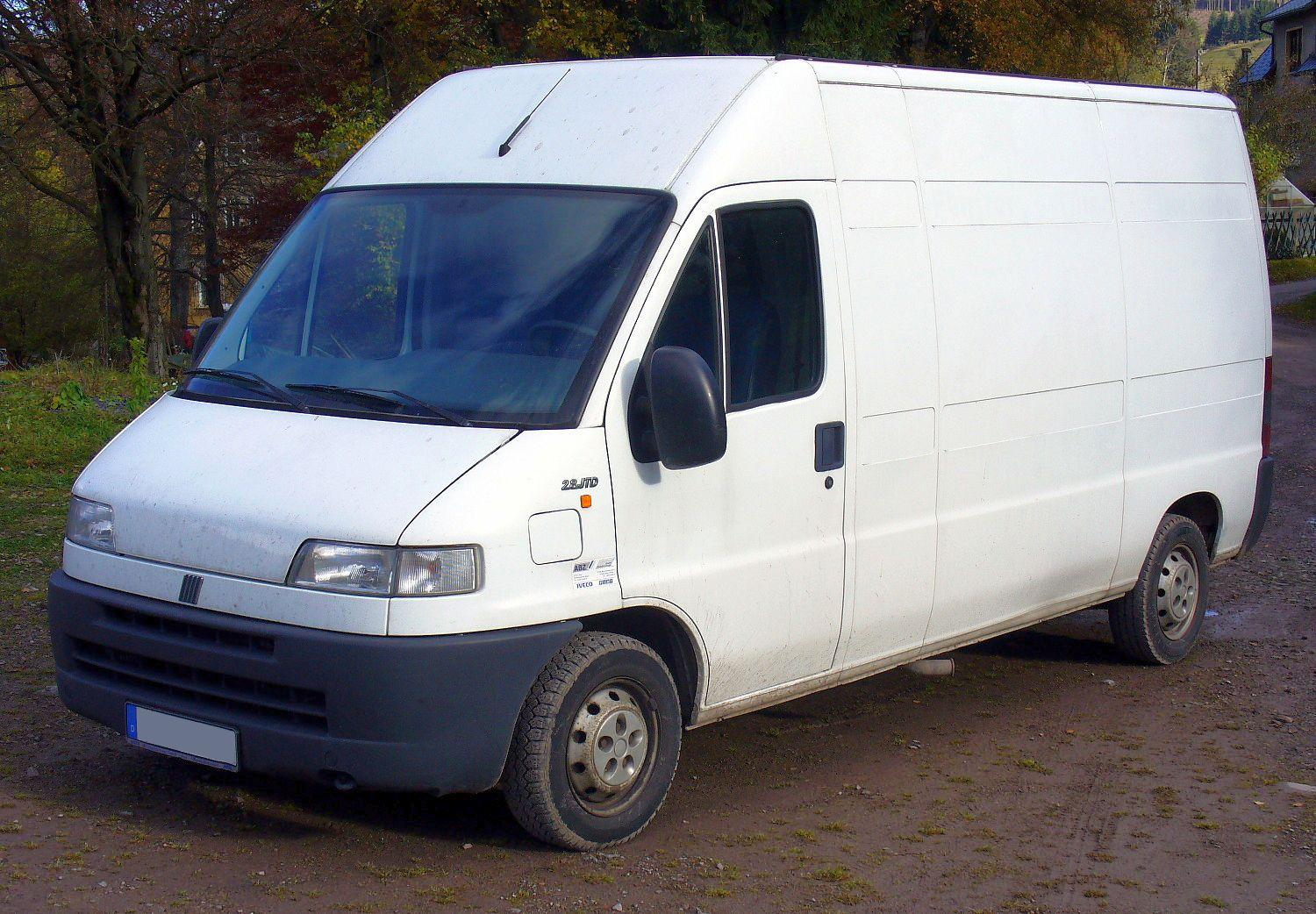
Un Ducato seconda serie

Al Salone dell'automobile di Ginevra del 1993 venne presentata la seconda serie assieme ai due fratelli (Citroën Jumper e Peugeot Boxer). La nuova serie presentava una linea più elegante (la carrozzeria era opera di Italdesign, il Cx è 0,35), e questa si alternò con la prima serie fino al 1994. Le versioni della seconda serie erano: Ducato 10 (1 tonnellata), Ducato 14 (1,4 tonnellate) e Ducato Maxi 18 (1,8 tonnellate). In questo caso fu presente anche il Fiat Ducato in versione blindata, cioè per il trasporto di valori. Vince il premio "Van of the Year" nel 1994. Nel 1999 subì un lieve restyling estetico che interessò il portatarga, gli specchietti retrovisori e il colore dei fari posteriori, dove l'inserto chiaro divenne fumé. In quell'occasione, importanti cambiamenti riguardarono le motorizzazioni, con il debutto delle versioni JTD a iniezione diretta.

### Motorizzazioni (1993-1999)
| Modello     | Tipo    | Potenza |
| ----------- | ------- | ------- |
| 2.0         | benzina | 109 CV  |
| 1.9D        | diesel  | 69 CV   |
| 1.9TD       | diesel  | 82 CV   |
| 2.5D        | diesel  | 84 CV   |
| 2.5TDI      | diesel  | 115 CV  |
| 2.8D        | diesel  | 87 CV   |
| 2.8 i.d.T.D | diesel  | 122 CV  |

### Motorizzazioni (1999-2002)
| Modello | Tipo    | Potenza |
| ------- | ------- | ------- |
| 2.0     | benzina | 109 CV  |
| 1.9D    | diesel  | 68 CV   |
| 1.9TD   | diesel  | 90 CV   |
| 2.8D    | diesel  | 87 CV   |
| 2.8JTD  | diesel  | 128 CV  |

### Restyling 2002

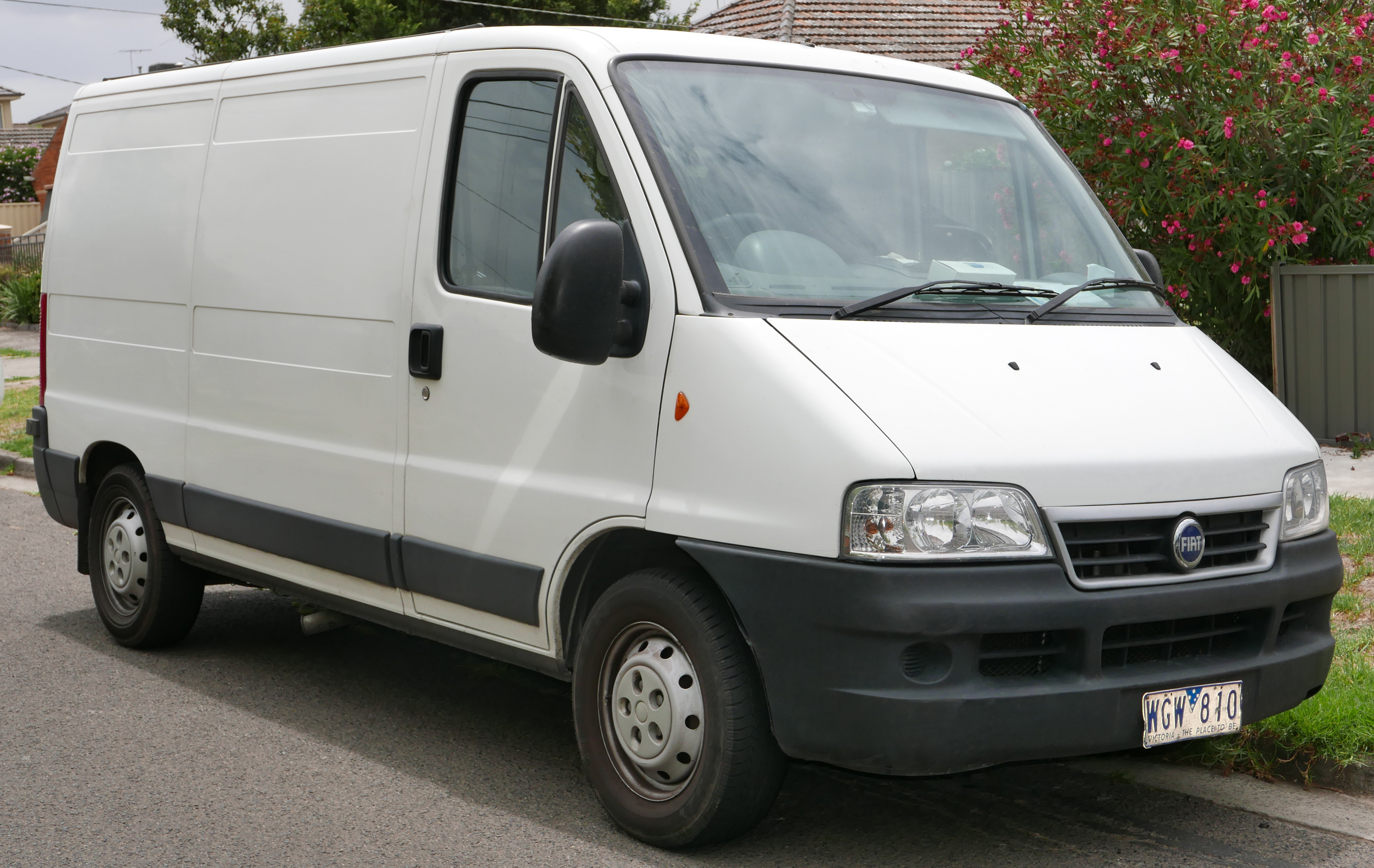
Un Ducato seconda serie restyling

Nel 2002 venne apportato un restyling che portò un cambiamento nell'estetica e nei motori 2.0 TD, 2.3TD, 2.5 TDI (tolto dalla gamma) e 2.8 TD.
Nell'allestimento più comune dedicato al mondo del trasporto è equipaggiato di 3 diverse motorizzazioni diesel, 2.0 JTD, 2.3 JTD 16v e 2.8 JTD. Inoltre viene reso disponibile anche con un motore a benzina da 2.000 cm³. La Zastava produce lo Zastava Ducato identico al modello Fiat.
Tutte le versioni hanno un peso totale a terra omologato inferiore ai 3.500 kg particolare che lo rende conducibile anche ai possessori di sola patente di guida di categoria B.
Le nominazioni dei pesi sono cambiati in Ducato 29 (2,9 tonnellate), Ducato 30 (3,0 tonnellate), Ducato 33 (3,3 tonnellate) e Ducato Maxi 35 (3,5 tonnellate).
Oltre alla classica furgonatura, abbastanza diffuse sono anche le versioni adibite al trasporto di passeggeri (fino a 9 posti), le versioni combi con un abitacolo con sedili su due file e un vano di carico leggermente ridotto nonché le versioni attrezzate a usi specifici come per le ambulanze, che prevedono ad esempio batteria maggiorata e sospensioni posteriori diverse da quelle installate su tutte le altre versioni. Anche in questo caso fu presente lo stesso Ducato in versione blindata.
Sempre per la peculiarità di poter essere condotto senza una patente di abilitazione speciale superiore a quella automobilistica, il telaio di questo mezzo è anche uno dei preferiti dagli allestitori dei veicoli per il tempo libero, tipicamente dei camper.
Nelle configurazioni di serie, che possono raggiungere anche il considerevole volume di carico di 14 mc, i passi disponibili sono di 2,85 m, 3,20 m e 3,70 m.

#### Motorizzazioni
| Modello           | Tipo    | Potenza |
| ----------------- | ------- | ------- |
| 2.0               | benzina | 110 CV  |
| 2.0 natural power | metano  | 110 CV  |
| 2.0 G power       | GPL     | 110 CV  |
| 2.0 JTD           | diesel  | 84 CV   |
| 2.3 JTD 16V       | diesel  | 110 CV  |
| 2.8 JTD           | diesel  | 128 CV  |
| 2.8 JTD Power     | diesel  | 146 CV  |

## Terza serie (dal 2006)

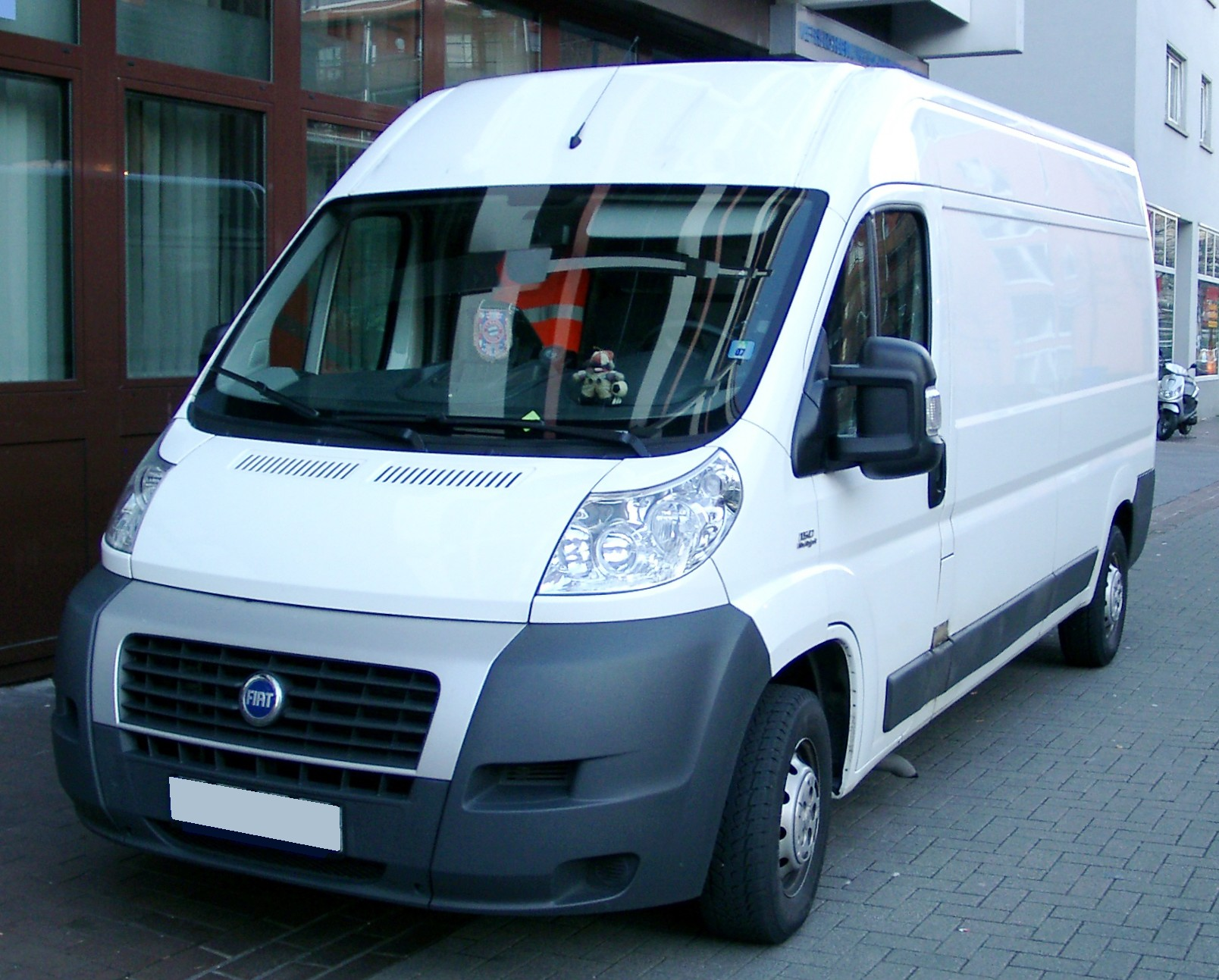
Vista frontale della terza serie

Nel 2006 viene introdotta la nuova serie che oltre che alle caratteristiche tecniche, si caratterizza molto per la scelta fatta riguardo ai gruppi ottici anteriori (sono rivolti verso l'alto, ispirati ai treni ad alta velocità), sul frontale (mascherina molto grande, particolare che lo distinguerà dai suoi gemelli) e sui motori (2.2 Multijet 105 CV, motorizzazione di base, di derivazione Ford e le due motorizzazioni Sofim 2.3 Multijet 120 e 130 CV e 3.0 Multijet Power da 157 CV).

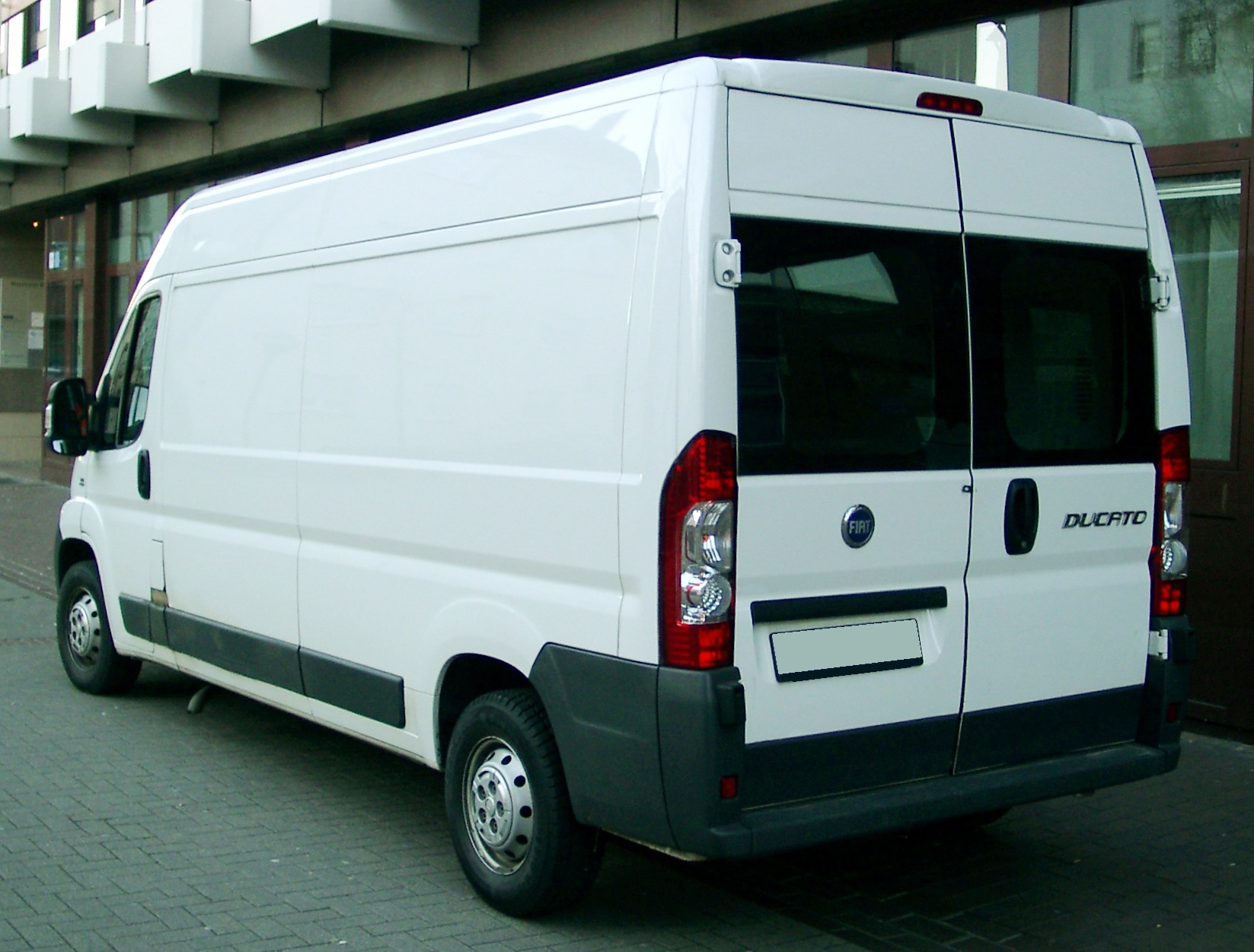
Vista posteriore della terza serie

Della terza serie, oltre alla normale, è disponibile anche la versione Maxi, il cui modello superiore, con peso totale a terra di 4.000 kg, portata utile di carico di 2000 kg e volumetria utile da 8 a 17 m³, non è più guidabile con la semplice Patente B, ma necessita, per essere condotto, della Patente C per autocarri. Anche in questo caso è presente il nuovo Fiat Ducato in versione blindata.
Le numerazioni sono cambiate in Ducato 30 (3 tonnellate), Ducato 33 (3,3 tonnellate), Ducato Maxi 35 (3,5 tonnellate) e Ducato Maxi 40 (4 tonnellate).

### Motorizzazioni

#### 2006-2011
| Modello               | Produttore e tipo | Cilindrata(cm³) | Distribuzione | Tipo iniezione                | Potenza CV/rpm | Coppia massima Nm/rpm | Classe emissione    |
| Diesel                | Diesel            | Diesel          | Diesel        | Diesel                        | Diesel         | Diesel                | Diesel              |
| --------------------- | ----------------- | --------------- | ------------- | ----------------------------- | -------------- | --------------------- | ------------------- |
| 2.2 Multijet 100      | Ford              | 2198            | DOHC 16v      | Iniezione diretta Common rail | 100/3600       | 250/1500              | Euro 4              |
| 2.3 Multijet 120      | Iveco F1A         | 2287            | DOHC 16v      | Iniezione diretta Common rail | 120/3600       | 320/2000              | Euro 4              |
| 2.3 Multijet 130      | Iveco F1A         | 2287            | DOHC 16v      | Iniezione diretta Common rail | 130/3600       | 320/2000              | Euro 4              |
| 3.0 Multijet 160      | Iveco F1C         | 2999            | DOHC 16v      | Iniezione diretta Common rail | 157/3500       | 400/1400              | Euro 4              |
| CNG                   |                   |                 |               |                               |                |                       |                     |
| 3.0 Natural Power 140 | Iveco F1C         | 2999            | DOHC 16v      | Iniezione indiretta MPI       | 136/2700       | 350/1500              | Euro 4, Euro 5, EEV |

#### 2011-2014
| Modello               | Produttore e tipo | Cilindrata(cm³) | Distribuzione | Tipo iniezione                | Potenza CV/rpm | Coppia massima Nm/rpm | Classe emissione |
| Diesel                | Diesel            | Diesel          | Diesel        | Diesel                        | Diesel         | Diesel                | Diesel           |
| --------------------- | ----------------- | --------------- | ------------- | ----------------------------- | -------------- | --------------------- | ---------------- |
| 2.0 Multijet 115      | FPT A20DTx        | 1956            | DOHC 16v      | Iniezione diretta Common rail | 115/3700       | 280/1500              | Euro 5           |
| 2.3 Multijet 130      | Iveco F1A         | 2287            | DOHC 16v      | Iniezione diretta Common rail | 130/3600       | 320/1800              | Euro 5           |
| 2.3 Multijet 150      | Iveco F1A         | 2287            | DOHC 16v      | Iniezione diretta Common rail | 148/3500       | 350/1500              | Euro 5           |
| 3.0 Multijet 180      | Iveco F1C         | 2999            | DOHC 16v      | Iniezione diretta Common rail | 177/3500       | 400/1400              | Euro 5           |
| CNG                   |                   |                 |               |                               |                |                       |                  |
| 3.0 Natural Power 140 | Iveco F1C         | 2999            | DOHC 16v      | Iniezione indiretta MPI       | 136/2700       | 350/1500              | Euro 5, EEV      |

Nota: per alcune versioni e alcuni mercati restano disponibili le precedenti motorizzazioni

### Restyling 2014

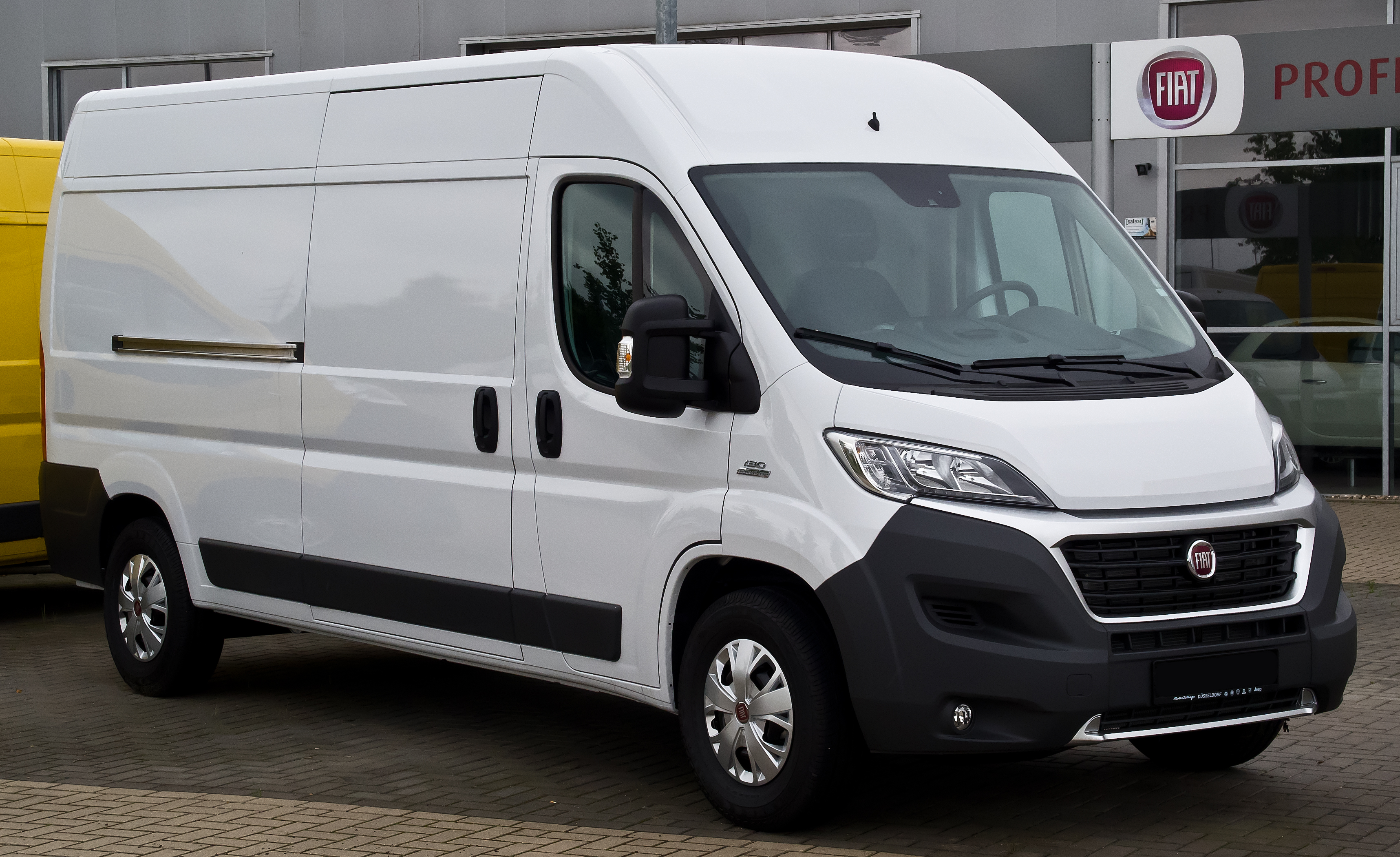
Un Ducato del 2014

Nel 2014 debutta il restyling della terza serie che introduce un nuovo frontale e avvennero anche dei cambiamenti alle motorizzazioni, in rispetto delle norme Euro 6.

#### 2014-2021
| Modello           | Tipo               | Potenza                |
| ----------------- | ------------------ | ---------------------- |
| 120 Multijet II   | 2.3 diesel         | 120 CV a 2750 giri/min |
| 140 Multijet II   | 2.3 diesel         | 140 CV a 3500 giri/min |
| 150 Multijet      | 2.3 diesel         | 150 CV                 |
| 160 Multijet II   | 2.3 diesel         | 160 CV a 3500 giri/min |
| 180 Multijet II   | 2.3 diesel         | 178 CV a 3500 giri/min |
| 140 Natural Power | 3.0 benzina/metano | 136 CV a 2730 giri/min |

#### Dal 2021
| Modello                | Tipo       | Potenza                |
| ---------------------- | ---------- | ---------------------- |
| 120 Multijet III       | 2.2 diesel | 120 CV a 3500 giri/min |
| 140 Multijet III       | 2.2 diesel | 140 CV a 3500 giri/min |
| 160 Multijet III Power | 2.2 diesel | 160 CV a 3500 giri/min |
| 180 Multijet III Power | 2.2 diesel | 180 CV a 3500 giri/min |

## RAM ProMaster

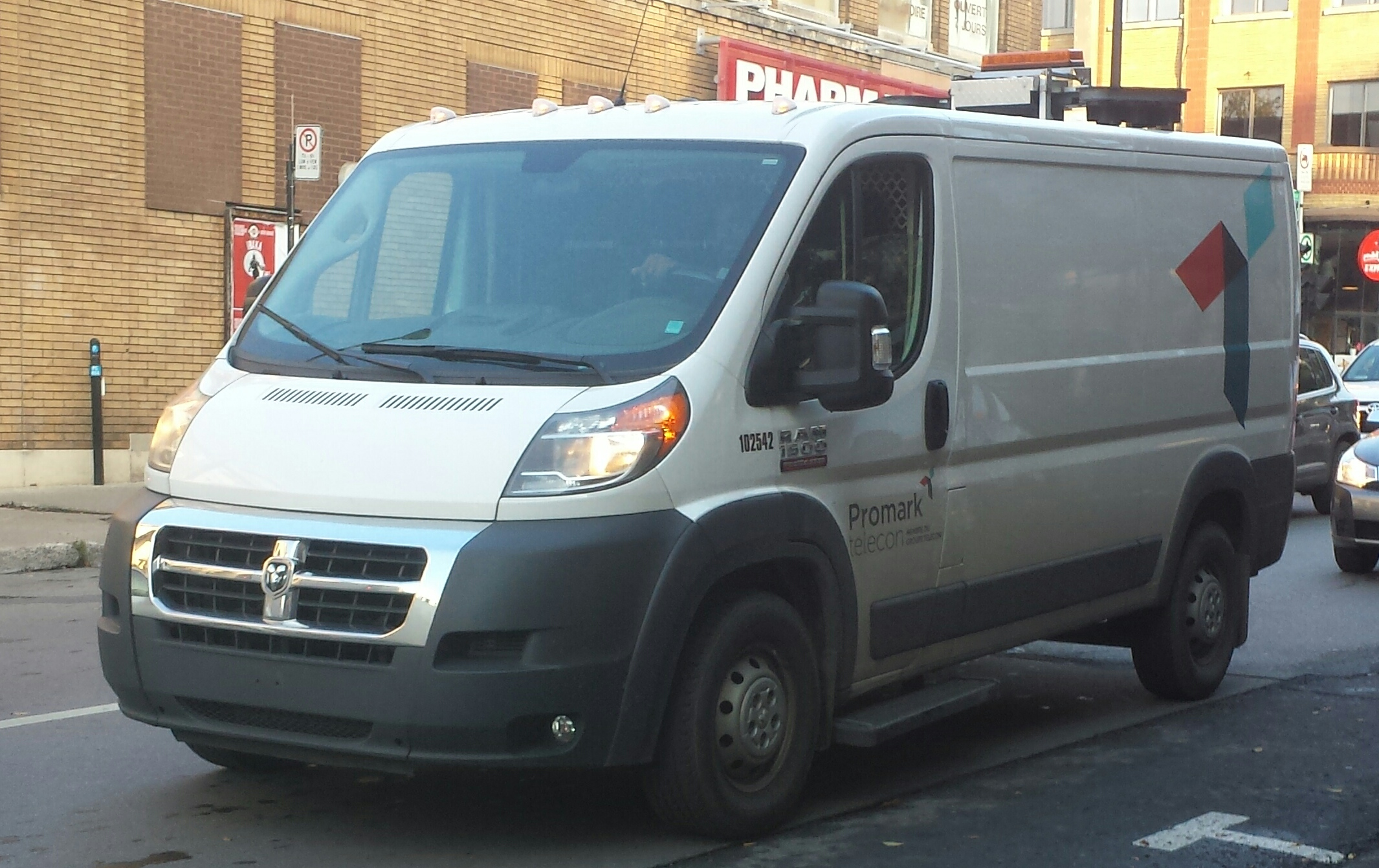
Ram ProMaster a Montréal, in Canada

Dal 2013 il Ducato viene venduto nel mercato NAFTA a marchio Ram e differisce per alcuni adeguamenti agli standard di sicurezza statunitensi e agli impianti del mercato di riferimento. Inoltre tale modello è provvisto, in alternativa al motore diesel Fiat, di un motore a benzina Pentastar V6 da 3,6 litri e 290 CV. Per la sua commercializzazione sono stati investiti 170 milioni di dollari nello stabilimento messicano di Saltillo e 700 milioni di euro nello stabilimento italiano di Val di Sangro, poiché tutti i componenti provengono da esso. Gli investimenti e l'ammodernamento del progetto fatto per la versione americana vengono applicati anche ai futuri modelli europei.